# Suslic de dents petites
El suslic de dents petites (Ictidomys parvidens) és una espècie de rosegador de la família dels esciúrids. Anteriorment es classificaven totes les espècies d'Ictidomys dins de Spermophilus, un gènere molt més gran en el qual I. parvidens es considerava una subespècie del suslic mexicà, però la seqüenciació de l'ADN del gen citocrom b demostrà que es tractava d'un grup parafilètic respecte als gossets de les praderies i les marmotes, per la qual cosa s'havia de subdividir. A conseqüència d'això, actualment es classifica Ictidomys com a gènere distint.